# Bäste träsk
Bäste träsk (auch: Bästeträsk) ist ein See auf der Insel Gotland, welche zu Schweden gehört. Er liegt im Norden der Insel, ca. 12 km westlich von Fårösund, und ist mit einer Fläche von 6,52 km² der größte See der Insel. Er ist durch einen 250 Meter langen Abfluss mit der Ostsee verbunden. Der See ist für seinen Reichtum an Regenbogenforellen und Meerforellen bekannt. Im Winter friert der See üblicherweise zu und man kann auf ihm eislaufen.

## Naturreservat
Das Gebiet des Sees und etwa 8 km² umgebende Waldflächen sind als Naturreservat und Natura 2000-Gebiet ausgewiesen.

## Freizeitaktivitäten
In dem schmalen Landstreifen zwischen dem Meer und dem See gibt es eine Badestelle in dem See. Neben der Badestelle im Tingstädeträsk ist das eine der besten Möglichkeiten, auf Gotland in Binnengewässern schwimmen zu gehen.